# Station Albrighton
Albrighton is een station van National Rail in Bridgnorth in Engeland. Het station is eigendom van Network Rail en wordt beheerd door West Midland Trains. 